# Історія адміністративно-територіального устрою Башкортостану

## 1992 рік

### Згідно із Указом президії Верховної ради Башкирської РСР від 6 лютого 1992 року №6-2/28[1]
Утворено Іскінську сільраду Уфимського району шляхом виділення частини Булгаковської сільради із населеними пунктами присілками Атаєвка, Іскіно (а.ц.), Королево, Локотки, Мокроусово і Фомічево та селищами Камишлинського мелькомбінату, Поляна і Станції Уршак.
Передано населені пункти присілки Бурцево, Волково, Шмідтово та селище Шамоніно Федоровської сільради до складу Русько-Юрмашевської сільради Уфимського району.

### Згідно із Указом президії Верховної ради РБ від 26 червня 1992 року №6-2/302[2]
Передано селища Рудний і Новонікольський Ніколаєвської сільради до складу Тугайської сільради Благовіщенського району.

## 1993 рік

### Згідно із Указом президії Верховної ради РБ від 14 травня 1993 року №6-2/207[3]
Перейменовано населені пункти Кармаскалинського району:
- селище Госпітомника в присілок Алмалик — Бузов'язівська сільрада
- селище Участка № 2 совхоза Карламан в присілок Кальмовка — Ніколаєвська сільрада
- селище Центральної усадьби совхоза Карламан в присілок Константиновка — Ніколаєвська сільрада
- селище Ляховського училища механізації сільського хозяйства в присілок Ляхово — Підлубовська сільрада

Об'єднано населені пункти Кармаскалинського району:
- селище 74 км до села Камишлинка — Камишлинська сільрада
- селище 62 км до села Нові Кієшки — Новокієшкинська сільрада
- селище 47 км Савалеєвської сільради до присілка Улукулево — Карламанська сільрада
- селище 42 км до присілка Савалеєво — Савалеєвська сільрада
- селище 34 км до присілка Кулушево — Савалеєвська сільрада

## 1994 рік

### Згідно із Указом президії Верховної ради РБ від 16 грудня 1994 року №6-2/190[4]
Приєднано селища Желанний і Юпітер Зірганської селищної ради Мелеузівського району до міста Салават.

## 1995 рік

### Згідно із Постановою Державних зборів РБ від 9 листопада 1995 року №ГС-70[5]
Утворено ЗАТО місто республіканського значення Міжгор'є.
Передано присілки Бердагулово, Верхня Манява, села Лапишта, Дубініно, хутір Нижня Манява Татлинської сільради до складу Інзерської сільради Бєлорєцького району.
Ліквідовано Татлинську сільраду, а населені пункти Татли і Куз'єлга передано до складу міста Міжгор'є.

## 1996 рік

### Згідно із Постановою Державних зборів РБ від 17 січня 1996 року №ГС-101[7]
Утворено Абдуллінську сільраду Мечетлинського району шляхом виділення частини Большеокінської сільради з населеними пунктами присілками Абдулліно (а.ц.) і Жвакіно.

### Згідно із Постановою Державних зборів РБ від 17 січня 1996 року №ГС-102[8]
Селище Кананікольський отримало новий статус — село Кананікольське Зілаїрського району. Кананікольська сільрада при цьому включала село Кананікольське, присілок Березовка та селище Шанський.

## 1997 рік

### Згідно із Законом РБ від 21 лютого 1997 року №75-з (прийнятий Курултаєм РБ 14 лютого 1997 року)[9][10]
Приєднано Турбаслинську сільраду Благовіщенського району з населеними пунктами Старі Турбасли та Аркаул до складу міста Уфа.
Селище Щепне було приєднане до складу Тугайської сільради Благовіщенського району, а селище Янгаул було ліквідоване.

## 1998 рік

### Згідно із Законом РБ від 28 січня 1998 року №136-з (прийнятий Курултаєм РБ 2 грудня 1997 року)[12]
Перейменовано присілок Нікітіно на присілок Боркотле — Адзітарська сільрада, Кармаскалинський район.

## 1999 рік

### Згідно із Законом РБ від 19 березня 1999 року №224-з (прийнятий Курултаєм РБ 7 травня 1998 року)[14]
Утворено Наумкінську сільраду Аургазинського району шляхом виділення частини Баликликульської сільради з населеними пунктами присілками Наумкіно (а.ц.) і Амзя.

## 2000 рік

### Згідно із Законом РБ від 4 лютого 2000 року №47-з (прийнятий Курултаєм РБ 21 грудня 1999 року)[15]
Об'єднано села Верхньоюнново і Нижньоюнново у село Юнни Яркеєвської сільради Ілішевського району.
Утворено Юнновоську сільраду Ілішевського району шляхом виділення частини Яркеєвської сільради з населеними пунктами селами Юнни (а.ц.), Нижньояркеєво, Ірмашево, присілком Каєнлик.

### Згідно із Законом РБ від 9 листопада 2000 року №97-з (прийнятий Курултаєм РБ 19 жовтня 2000 року)[16]
Утворено Новоусманську сільраду Чишминського району шляхом виділення частини Дурасовської сільради з населеними пунктами присілками Дмитрієвка (а.ц.), Новоусманово, Середньоусманово, Верхньохозятово, Середньохоятово, Єкатеринославка, Пасяковка, селом Ябалакли.

### Згідно із Законом РБ від 14 грудня 2000 року №121-з (прийнятий Курултаєм РБ 31 жовтня 2000 року)[17]
Утворено Акбердінську сільраду Іглінського району шляхом виділення частини Турбаслінської (з населеними пунктами селами Акбердіно (а.ц.), Карамали, присілком Блохіно) та Івано-Казанської (з населеними пунктами присілками Білоріцьк, Резвово, Урунда, Шипово) сільрад.

## 2002 рік

### Згідно із Законом РБ від 6 травня 2002 року №321-з (прийнятий Курултаєм РБ 4 квітня 2002 року)[18]
Приєднано присілок Білорусовка Отрадовської сільради Стерлітамацького району до міста Стерлітамак.

## 2004 рік

### Згідно із Законом РБ від 17 грудня 2004 року №125-з (прийнятий Курултаєм РБ 16 грудня 2004 року)[19][20]
Утворено нові адміністративні утворення:
- Усть-Табаську сільраду зі складу Заїмкинської сільради Дуванського району[21]
- Желєзнодорожну сільраду зі складу Ломовської селищної ради міста Бєлорєцьк

Змінено підпорядкування населених пунктів:
- передано селища Плодопітомника і Малоприютово Бекетівської сільради Єрмекеєвського району до складу Приютівської селищної ради міста Белебей
- передано присілки Ветошніково Жуковської сільради Уфимського району до складу Ленінського району та Романовка до складу Демського району міста Уфа
- передано присілок Князево Кириловської сільради Уфимського району до складу Калінінського району міста Уфа
- передано присілки Осоргіно і Дебовка Ленінського району міста Уфа до складу Таптиківської сільради Уфимського району
- передано присілок Фомічево Іскінської сільради Кіровського району міста Уфа до складу булгаковської сільради Уфимського району
- передано присілок Чишма Кармановської сільради Янаульського району до складу міста Нефтекамськ
- передано село Серафімовка Ніколаєвської сільради Туймазинського району до складу Серафімовської селищної ради міста Туймази
- передано присілки Тульгузбаш і Велике Озеро Мутабашевської сільради до складу Аскінської сільради Аскінського району
- передано присілок Староякшеєво Сейтяковської сільради до складу Старобалтачевської сільради та присілок Кузеєво до складу Шав'ядинської сільради Балтачевського району
- передано село Нові Суллі Купченеєвської сільради до складу Старосуллинської сільради Єрмекеєвського району
- передано селище Чумара Калміябашевської сільради до складу Кельтеєвської сільради Калтасинського району
- передано селища Сандін 2-й Куюргазинської сільради до складу Молоканівської сільради, Юшатирка до складу Мурапталовської сільради, село Ямансарово і селище Гірний Ключ до складу Бахмутськоїх сільради та присілки Ямангулово і Самарцево до складу Отрадинської сільради Куюргазинського району
- передано присілки Колокольцево і Кручиніно, селище Сперанський Міловської сільради до складу Ніколаєвської сільради Уфимського району
- передано село Ябалакли Новоусмановської сільради до складу Шингак-Кульської сільради Чишминського району
- передано село Надеждіно Малиновської сільради Белебеєвського району до складу Аксаковської селищної ради міста Белебей
- передано присілок Новобільське Сосновської сільради до складу Шигаєвської сільради Бєлорєцького району
- передано селище Нікольський Сілантьєвської сільради та село Пономаревка Пономаревської сільради Бірського району до складу міста Бірськ
- передано присілок Аргамак Такарліковської сільради Дюртюлінського району до складу міста Дюртюлі
- передано присілок Тарасовка Новобіктовської сільради до складу Ангасяковської сільради Дюртюлінського району
- передано присілки Сергієвка і Кашаля Абітовської сільради до складу Нугушевської сільради Мелеузівського району
- передано село Троїцьке і присілок Романовка Мелеузівської сільради до складу Партизанської сільради Мелеузівського району
- передано присілок Кубяково Імангуловської сільради до складу Кунакбаєвської сільради Учалинського району
- передано селище Верхньобільський і село Чорний Ключ Тірлянської селищної ради міста Бєлорєцьк до складу Ніколаєвської сільради Бєлорєцького району
- передано присілок Ахмерово Верхньоавзянської сільради до складу Туканської сільради Бєлорєцького району
- передано село Малосухоязово Ємашевської сільради до складу Сусловської сільради Бірського району[6]
- передано присілок Язлав Куюргазинської сільради до складу Якшимбетівської сільради Куюргазинського району
- передано селище Гірний Старокурмашевської сільради до складу Кушнаренковської сільради Кушнаренковського району
- передано присілок Алагузово Леузінської сільради до складу Абзаєвської сільради Кігинського району[22]
- передано присілок Аюсазово Таштімеровської сільради до складу Ташбулатовської сільради Абзеліловського району[23]
- передано село Урняк Ташлинської сільради до складу Казанської сільради Альшеєвського району[23]
- передано присілки Бочкарьовка, Роз'їзду Ключарево і Новомихайловка Арівської сільради до складу Алкінської сільради Чишминського району[23]
- передано присілки Дарвіно, Покровка і Таш-Кічу Какрибашівської сільради до складу Тюменяцької сільради Туймазинського району[6]
- передано селища 1533 км, 1536 км і 1539 км Казщангулівської сільради до складу Михайлівської сільради Давлекановського району[6]
- передано присілок Красна Поляна Сергіопольської сільради до складу Мікяшевської сільради Давлекановського району[6]
- передано селище Холодний Ключ і присілок Александровка Новоурсаєвської сільради до слкаду Бузюрівської сільради Бакалинського району[6]
- передано присілки Верхньотагірово та Нижньотагірово Білялівської сільради до складу Темясівської сільради Баймацького району[6]
- передано присілок Кузьмінка Дурасівської сільради до складу Шингак-Кульської сільради Чишминського району[6]
- передано присілок Біштіряк Казанбулацької сільради до складу Баїшевської сільради Зіанчуринського району

Змінено підпорядкування адміністративних утворень:
- передано Приютівську селищну раду до складу Белебеєвського району та Новомихайлівську селищну раду міста Белебей до складу Біжбуляцького району
- передану Субханкуловську, Серафімовську, Кандринську та Нижньотроїцьку селищні ради міста Туймази до складу Туймазинського району
- передано Усть-Табаську сільраду Дуванського району до складу Аскінського району
- передано Атняську сільраду Нурімановського району до складу Караїдельського району
- передано Аксаковську селищну раду міста Белебей до складу Белебейського району
- передано Тірлянську, Ломовську і Туканську селищні ради міста Бєлорєцьк до складу Бєлорєцького району
- передано Береговську сільраду міста Мелеуз до складу Мелеузівського району
- передано Міндяцьку селищну раду та Будинську сільраду міста Учали до складу Учалинського району

Об'єднано адміністративні утворення:
- приєднано Новомихайлівську селищну раду до Михайлівської сільради Біжбуляцького району
- приєднано Ільчикеєвську сільраду до Мурсалімкінської селищної ради Салаватського району
- приєднано Атняську сільраду до Новобердяської сільради Караїдельського району
- приєднано Коб-Покровську сільраду до Язиковської сільради, Восточну сільраду, Саннінську сільраду до Первомайської сільради до Кашкалашинської сільради Благоварського району
- приєднано Старошаховську сільраду до Усман-Ташлинської сільради, Кулбаєвську сільраду до Кизил-Ярської сільради, Купченеєвську сільраду до Суккуловської сільради Єрмекеєвського району
- приєднано Новопавловську сільраду до Ісянгуловської сільради Зіанчуринського району
- приєднано Каїровську сільраду до Озеркинської сільради Караїдельського району
- приєднано Медведеровську сільраду до Ахметовської сільради, Султанаєвську сільраду до Старогумеровської сільради, Первушинську сільраду до Старокамишлинської сільради, Казарминську сільраду до Старотукмаклинської сільради, Новокурмашевську сільраду до Старокурмашевської сільради, Калтаєвську сільраду до Шаріповської сільради Кушнаренковського району
- приєднано Новобірючинську сільраду до Красногорської сільради Нурімановського району
- приєднано Метро-Аюпівську сільраду до Юмашевської сільради Чекмагушевського району
- приєднано Ісмакаєвську сільраду до Верхньоавзянської селищної ради, Нукатовську сільраду до Інзерської селищної ради, Мулдакаєвську сільраду до Ассинської сільради, Бакеєвську сільраду до Зігазинської сільради, Верхньоаршинську сільраду до Ніколаєвської сільради Бєлорєцького району
- приєднано Пономаревську сільраду до Бурнівської сільради, Ємашевську сільраду до Осиновської сільради Бірського району
- приєднано Новобіктовську сільраду до Такарліковської сільради Дюртюлінського району
- приєднано Береговську сільраду до Араслановської сільради Мелеузівського району
- приєднано Староор'єбашевську сільраду до Тюлдинської сільради, Кучашевську сільраду до Новокільбахтинської сільради, Верхньотихмеську сільраду до Кельтеєвської сільради Калтаинського району
- приєднано Тельманівську сільраду до Біжбуляцького сільради Біжбуляцького району

Об'єднано населені пункти:
- приєднано присілок Ніколаєвка до смт Маячний Маячинської селищної ради міста Кумертау

Проведено територіальні зміни в адміністративному устрої:
- передано 26,83 км² Баїмовської сільради Абзеліловського району до складу Абзаковської сільради Бєлорєцького району
- передано 20,69 км² Шигаєвської сільради та 6,4 км² Узянської сільради Бєлорєцького району до складу Хамітовської сільради Абзеліловського району
- передано 1,109 км² Ковардинської сільради Гафурійського району до складу Арх-Латиської сільради Архангельського району
- передано 0,077 км² Краснокуртівської сільради Архангельського району до складу Кальтовської сільради та 1,326 км² до складу Ауструмської сільради Іглінського району
- передано 1,580766 км² Кананікольської сільради Зілаїрського району до складу Темясовської сільради Баймацького району
- передано 1,73 км² Кузбаєвської сільради Бураєвського району до складу Новокільбахтинської сільради Калтасинського району
- передано 4,513 км² Тангатаровської сільради Бураєвського району до складу Кальміябашівської сільради Калтасинського району та 1,34 км² до складу Черлаківської сільради Дюртюлінського району
- передано 0,132 км² Шабагиської сільради Куюргазинського району до складу міста Кумертау
- передано 9,37 км² Зяк-Ішметівської сільради Куюргазинського району до складу Михайлівської сільради Федоровського району
- передано 6,75 км² Пугачевської сільради Федоровського району до складу Зяк-Ішметівської сільради Куюргазинського району
- передано 0,185 км² Наумовської сільради Стерлітамацького району до складу міста Салават та 0,39 км² до складу міста Ішимбай
- передано 1,36 км² Отрадівської сільради Стерлітамацького району та 3,71 км² Ішеєвської сільради Ішимбайського району до складу міста Стерлітамак
- передано 4,42 км² Кириловської сільради Уфимського району до складу Калінінського району міста Уфа
- передано 0,18 км² Куккуянівської сільради Дюртюлінського району до складу Каразіріковського району Чекмагушівського району
- передано 0,225 км² Мукасівської сільради та 0,075 км² Сібайської сільради Баймацького району до складу міста Сібай
- передано 3,998 км² Вострецівської сільради Бураєвського району до складу Байгільдінської сільради та 6,28 км² до складу Новокангишівської сільради Дюртюлінського району
- передано 3,899 км² Челкаківської сільради Бураєвського району до складу Новокангишівської сільради Дюртюлінського району
- передано 1,67 км² Новобурінської сільради Краснокамського району до складу Черлаківської сільради Дюртюлінського району
- передано 1,96 км² Горьковської сільради Кушнаренковського району до складу Куккуянівської сільроади Дюртюлінського району
- передано 0,4764 км² Черлаківської сільради Дюртюлінського району до складу Новобурінської сільради Краснокамського району
- передано 21,94 км² Казаккуловської сільради Учалинського району до складу Абзаковської сільради Бєлорєцького району
- передано 19,78 км² Ніколаєвської сільради Бєлорєцького району до складу Кірябінської сільради Учалинського району
- передано 33,1432 км² Кармановської сільради Янаульського району, 3,24 км² Ніколо-Березовської селищної ради та 1,5373 км² Музяківської сільради Краснокамського району до складу міста Нефтекамськ
- передано 13,2 км² Новокабановської сільради Краснокамського району до складу міста Агідель
- передано 5,164 км² міста Нефтекамськ до складу Ніколо-Березовської селищної ради, 75,525 км² до складу Карієвської сільради та 0,997 км² до складу Музяківської сільради Краснокамського району
- передано 1,693 км² Зірганської селищної ради Мелеузівського району до складу міста Салават
- передано 80 км² Кунгаківської сільради до складу Усть-Табаської сільради Аскінського району
- передано 26 км² Кельтеєвської сільради Калтасинського району до складу Редькінської сільради Краснокамського району
- передано 2,32 км² Верхньотихтемської сільради Калтасинського району до складу Куянівської сільради Краснокамського району
- передано 9,3 км² Кельтеєвської сільради Калтасинського району до складу Новокаїнликівської сільради Краснокамського району
- передано 40,87 км² Іглінського району до складу Урманської селищної ради, 11,72 км² до складу Іглінської селищної ради, 6,885 км² до складу Балтійської сільради, 46,21 км² до складу Майської сільради, 61,885 км² до складу Тавтіманівської сільради, 22,03 км² до складу Кальтівської сільради, 34,238 км² до складу Надеждинської сільради, 8,78 км² до складу Чуваш-Кубівської сільради, 20,83 км² до складу Турбаслинської сільради, 51 км² до складу Уктеєвської сільради, 48,58 км² до складу Крансовосходської сільради, 14,24 км² до складу Лемезінської сільради, 60,43 км² до складу Улу-Теляцької селищної ради та 5,81 км² до складу Акбердінської сільради
- передано 0,61 км² Зубовської сільради Уфимського району до складу Кіровського району міста Уфа та 0,5 км² до складу Часниківської сільради Уфимського району
- передано 3,86 км² Міловської сільради Уфимського району до складу Ленінського району міста Уфа
- передано 4,59 км² Кіровського району міста Уфа до складу Зубовської сільради, 4,75 км² до складу Булгаковської сільради, 0,66 км² до складу Часниківської сільради, 0,06 км² до складу Ольховської сільради Уфимського району
- передано 12,5 км² Ленінського району міста Уфа до складу Алексеєвської сільради, 1,01 км² до складу Красноярської сільради, 3,3 км² до складу Таптиківської сільради, 0,22 км² до складу Михайловської сільради, 0,53 км² до складу Дмитрієвської сільради, 0,79 км² до складу Ніколаєвської сільради, 0,21 км² до складу Шемяцької сільради, 1 км² до складу Кармасанської сільради та 0,43 км² до складу Міловської сільради Уфимського району
- передано 1,27 км² Орджонікідзевського району міста Уфа до складу Черкаської сільради Уфимського району
- передано 2,77 км² Демського району міста Уфа до складу Жуковської сільради, 0,1 км² до складу Таптиківської сільради, 1,69 км² до складу Авдонської сільради та 3,23 км² до складу Юматовської сільради Уфимського району
- передано 1,12 км² Калінінського району міста Уфа до складу Кириловської сільради Уфимського району
- передано 11,19 км² Дмитрієвської сільради до складу Ніколаєвської сільради Уфимського району
- передано 5,715 км² Надеждинської сільради до складу Кудеєвської селищної ради та 4,109 км² до складу Урманської селищної ради Іглінського району
- передано 6,53 км² Тавтімановської сільради до складу Кудеєвської селищної ради Іглінського району
- передано 2,921 км² Уктеєвської сільради до складу Іглінської селищної ради Іглінського району
- передано 0,46 км² Івано-Казанської сільради до складу Охлебінінської сільради Іглінського району
- передано 0,1 км² Новокієшкінської сільради до складу Прибільської селищної ради Кармаскалинського району
- передано 4,13 км Карламанської сільради до складу Савалеєвської сільради Кармаскалинського району
- передано 10,06 км² Сіхонкінської сільради до складу Кабаковської сільради Кармаскалинського району
- передано 2,02 км² Матвієвської сільради до складу Карача-Єлгинської сільради Кушнаренковського району
- передано 1,14 км² Медведеровської сільради до складу Первушинської сільради Кушнаренковського району
- передано 16,86 км² Шабагіської сільради до складу Куюргазинської сільради Куюргазинського району
- передано 13,33 км² Бахмутської сільради та 2,8 км² Шабагіської сільради до складу Єрмолаєвської селищної ради Куюргазинського району
- передано 0,217 км² Гафуровської сільради та 1,628 км² Нуркеєвської сільради Туймазинського району до складу Субзханкуловської селищної ради міста Туймази
- передано 1,75 км² Какрибашівської сільради до складу Ільчимбетівської сільради Туймазинського району
- передано 0,347 км² Тюменяківської сільради Туймазинського району до складу міста Туймази
- передано 6,1 км² Верхньотроїцької сільради Туймазинського району до складу Нижньотроїцької селищної ради міста Туймази
- передано 3,31 км² Старокандринської сільради Туймазинського району до складу Кандринської селищної ради міста Туймази
- передано 1,23 км² міста Туймази до складу Нуркеєвської сільради Туймазинського району
- передано 15,45 км² Таптиківської сільради до складу Жуковської сільради Уфимського району
- передано 30,71 км² Міловської сільради до складу Авдонської сільради Уфимського району
- передано 36,3 км² Михайлівської сільради та 20,53 км² Красноярської сільради до складу Алексеєвської сільради Уфимського району
- передано 15,46 км² Денискінської сільради до складу Михайлівської сільради Федоровського району
- передано 7,192 км² Дмитрієво-Полянської сільради до складу Шаранської сільради Шаранського району
- передано 1,4 км² Бурнівської сільради та 1,46 км² Баженівської сільради Бірського району до складу міста Бірськ
- передано 8,04 км² міста Дюртюлі до складу Такарліковської сільради Дюртюлінського району
- передано 5,93 км² Новобіктовської сільради до складу Маядиківської сільради Дюртюлінського району
- передано 20,56 км² Кунакбаєвської сільради до складу Імангуловської сільради Учалинського району
- передано 0,26 км² Малиновської сільради до складу Аксаковської селищної ради міста Белебей
- передано 0,028 км² Нижньоаврюзовської сільради до складу Чебенлинської сільради Альшеєвського району
- передано 69,55 км² міста Баймак до складу Семеновської сільради Баймацького району
- передано 0,18 км² Саїтовської сільради Мелеузівського району до складу Пугачевської сільради Федоровського району
- передано 0,57 км² Разінської сільради Федоровського району до складу Саїтовської сільради Мелеузівського району
- передано 0,2 км² Челкаковської сільради до складу Каїнликовської сільради Бураєвського району
- передано 0,12 км² Алкінської сільради Чишминського району до складу Юматовської сільради Уфимського району
- передано 0,6024 км² Кармановської сільради Янаульського району до складу Музяківської сільради Краснокамського району
- передано 0,2 км² Музяківської сільради Крансокамського району до складу Кармановської сільради Янаульського району
- передано 0,148 км² Ільчимбетовської сільради, 0,0319 км² Старотуймазинської сільради, 0,0023 км² Каратовської сільради та 0,1514 км² Старобішиндінської сільради Туймазинського району до складу міста Октябрський
- передано 0,168 км² міста Октябрський до складу Ільчимбетівської сільради, 0,0242 км² до складу Верхньобішиндінської сільради, 0,0272 км² до складу Каратовської сільради та 0,1142 км² до складу Старотуймазинської сільради Туймазинського району
- передано 0,01 км² Ташлинської сільради Альшеєвського району до складу Мікяшевської сільради Давлекановського району
- передано 0,18 км² Михайловської сільради до складу Сергіопольської сільради Давлекановського району
- передано 5,5 км² Октябрського району міста Уфа до складу Русько-Юрмашевської сільради Уфимського району

Змінено адміністративні центри:
- із присілка Кунтугушево у присілок Нижньоіванаєво — Кунтугушевська сільрада Балтачевського району
- із присілка Багданово у присілок Старотімкіно — Богдановська сільрада Балтачевського району
- із села Нижньокаришево у присілок Верхньокаришево — Нижньокаришевська сільрада Балтачевського району

Надано інший статус населеним пунктам:
- смт Аксаково на село — Белебейський район
- смт Єрмолаєво на село — Куюргазинський район
- смт Зірган та Воскресенське на селі — Мелеузівський район
- смт Ігліно, Кудеєвський, Улу-Теляк та Урман на села — Іглінський район
- смт Мурсалімкіно та Первомайський на селі — Салаватський район
- смт Ніколо-Березовка на село — Краснокамський район
- смт Нижньотроїцький, Серафімовський, Субханкулово та Кандри на села — Туймазинський район
- смт Новомихайловський на село — Біжбуляцький район
- смт Прибільський на село — Кармаскалинський район
- смт Тірлянський, Інзер, Ломовка, Верхній Авзян та Тукан на села — Бєлорєцький район
- смт Міндяк на село — Учалинський район
- смт Маячний на село — місто Кумертау
- смт Амзя на село — місто Нефтекамськ
- смт Туяляс на село — місто Сібай
- смт Красний Ключ та Павловка на селі — Нурімановський район
- смт Аксьоново, Раєвський та Шафраново на селі — Альшеєвський район
- смт Красноусольський на село — Гафурійський район
- смт Краснохолмський на село — Калтасинський район
- смт Юмагузіно на село — Кугарчинський район
- смт Бурібай на село — Хайбіллінський район
- смт Алкіно-2 на село — Чишминський район
- смт Семилітка на село — Дюртлюлінський район
- смт Тубінський на село — Баймацький район
- селище Енергетик на село — місто Нефтекамськ[22]
- присілок Абзаново на село — Архангельський район[23]

Перейменовано адміністративні утворення:
- Янгельська сільрада на Янгільська сільрада — Абзеліловський район
- Красно-Зілімська сільрада на Краснозілімська сільрада та Красно-Куртовська сільрада на Краснокуртовська сільрада — Архангельський район
- Білаловська сільрада на Біляловська сільрада — Баймацький район
- Макисимгорьківська сільрада на Максим-Горьківська сільрада — Белебейський район
- Канни-Туркеєвська сільрада на Канли-Туркеєвська сільрада — Буздяцький район
- Тімеровська сільрада на Тіміровська сільрада — Бурзянський район
- Зілімкарановська сільрада на Зілім-Карановська сільрада — Гафурійський район
- Мякашевська сільрада на Мікяшевська сільрада — Давлекановський район
- Калмаська сільрада на Калмашівська сільрада — Дуванський район
- Верхньо-Талеєвська сільрада на Верхньогалеєвська сільрада — Зілаїрський район
- Красно-Восходська сільрада на Красновосходська сільрада — Іглінський район
- Базитамацька сільрада на Базітамацька сільрада — Ілішевський район
- Урманбішкадацька сільрада на Урман-Бішкадацька сільрада — Ішимбайський район
- Краснохолмська сільрада на Новокраснохолмська сільрада — Калтасинський район
- Урюш-Бітулінська сільрада на Урюш-Бітуллінська сільрада — Караїдельський район
- Аптрацька сільрада на Апртаківська сільрада, Іштуганська сільрада на Іштуганівська сільрада, Нугуська сільрада на Нугушівська сільрада, Саїтська сільрада на Саїтовська сільрада та Сариська сільрада на Саришівська сільрада — Мелеузівський район
- Новомуслімовська сільрада на Новомуслюмовська сільрада — Мечетлинський район
- Тятер-Арслановська сільрада на тятер-Араслановська сільрада — Стерлібашевський район
- Булькайпанівська сільрада на Буль-Кайпанівська сільрада, Ялгизнаратська сільрада на Ялгиз-Наратська сільрада — татишлинський район
- Тюменяцька сільрада на Тюменяківська сільрада — Туймазинський район
- Амангельдінська сільрада на Амангільдінська сільрада — Учалинський район
- Акьюльська сільрада на Ак'юльська сільрада та Акьярська сільрада на Ак'ярська сільрада — Хайбуллінський район
- Караякупівська сільрада на Кара-Якупівська сільрада та Шингаккульська сільрада на Шингак-Кульська сільрада — Чишминський район
- Ішболдінська сільрада на Іжболдінська сільрада та Сандугацька сільрада на Сандугачівська сільрада — Янаульський район

## 2005 рік

### Згідно із Законом РБ від 20 липня 2005 року №211-з (прийнятий Курултаєм РБ 7 липня 2005 року)[24]
Утворено населені пункти:
- присілок Дар'євка — Ісмагіловська сільрада, Аургазинський район
- присілок Отнурок — Нурська сільрада, Бєлорєцький район
- присілок Аннінська — Старонадеждинська сільрада, Благовіщенський район
- присілок Березовка — Тугайська сільрада, Благовіщенський район
- присілок Дачна — Покровська сільрада, Благовіщенський район
- присілок Михайловка — Новонадеждинська сільрада, Благовіщенський район
- присілок Білий Камінь — Зарічинська сільрада, Гафурійський район
- присілки Дорогіно та Світла — Кириловська сільрада, Уфимський район
- присілок Дубрава — Таптиківська сільрада, Уфимський район
- присілок Львовка — Пугачевська сільрада, Федоровський район
- хутір Солоний — Петровська сільрада, Ішимбайський район

Об'єднано населені пункти:
- приєднано селище Центральної усадьби Раєвського совхоза до селища Кримський Кримської сільради Альшеєвського району
- приєднано селища 1472 км та Роз'їзда Алдарово до села Аксьоново Аксьоновської сільради Альшеєвського району
- приєднано селища 1513 км, 1509 км та Янаул до села Раєвський Раєвської сільради Альшеєвського району
- приєднано селища 1490 км, Роз'їзда Мендян та Санаторія № 3 до села Шафраново Шафрановської сільрадиАльшеєвського району
- приєднано селище В'язьміно-Івановський до присілка Аврюзтамак Нижньоаврюзівської сільради Альшеєвського району
- приєднано селище Красний Восток до присілка Новофедоровка Ібраєвської сільради Аургазинського району
- приєднано селище 1445 км до селища Станції Глуховська Шаровської сільради Белебеєвського району
- приєднано селища 1430 км та 1432 км до селища Кум-Косяк Малиновської сільради Белебєвського району
- приєднано селища Роз'їзда Мелеуз до присілка Скобелевка Малиновської сільради Белебеєвського району
- приєднано селище 3 км до присілка Брік-Алга Малиновської сільради Белебеєвського району
- приєднано селища Малоприютово та Плодопітомника до смт Приютово Приютівської селищної ради Белебєвського району
- приєднано селища Середній Ізяк та Малий Ізяк до присілка Нижній Ізяк Ізяківської сільради Благовіщенського району
- приєднано селище Станції Тюкунь до села Александровка Камишлінської сільради Кармаскалинського району
- приєднано селище Білоозерського лісничества до села Камишлінка Камишлінської сільради Кармаскалинського району
- приєднано селище Урюшевського спиртзавода до селища Красний Урюш Мрясімовської сільради Караїдельського району
- приєднано селище Троїцьке до села Булгаково Булгаковської сільради Уфимського району
- приєднано селище Нікітінка до села Шингак-Куль Шингак-Кульської сільради Чишминського району
- приєднано селище Пожарного депо до селища Раєвка Старотуймазинської сільради Туймазинського району
- об'єднано присілки 1-а Ошмянка та 2-а Ошмянка у присілок Ошмянка Орловської сільради Благовіщенського району
- об'єднано села Нижнєюнново та Верхньоюнново у село Юнново Юнновської сільради Ілішевського району
- приєднано селище Роз'їзда Яхіно до присілка Яхіно Ішимбаєвської сільради Салаватського району

Змінено адміністративні центри адміністративних утворень:
- із селища Центральної усадьби Раєвського совхоза у селище Кримський — Кримська сільрада, Альшеєвський район
- із села Єрмолкіно у село Усак-Кічу - Калінінська сільради Біжбуляцького району
- із села Кандри у село Кандри-Кутуй - Старокандринська сільрада Туймазинського району
- із присілку Староарзаматово у присілок Малонакаряково Староарзаматовська сільрада Мішкінського району
- із села Старопетрово у село Пітяково Старопетровської сільради Бірського району
- із села Бікбау у присілок Трушино Бікбауської сільради
- із села Єрмолаєво у село Айсуак Куюргазинської сільради Куюрганзинського району
- із села Турмаєво у село Тятербаш Турмаєвської сільради Стерлібашевського району
- із присілку Байгузіно у село Кінзебулатово Байгузінської сільради Ішимбайського району
- із присілку Старобалбуко у присілок Старобайрамгулово Старобайрамгуловської сільради Учалинського району

Ліквідовано населені пункти:
- селища Акистау Чуракаєвської сільради, Роз'їзда Кайракли Аксьоновської сільради, Орловка Воздвиженської сільради, Чудо Казанської сільради, 1503 км Кармишевської сільради, Садовий Кіпчак-Аскаровської сільради, присілок Сіятель Казанської сільради та селище Літінка і присілок Спас-Барсуки Сараєвської сільради Альшеєвського району
- присілок Малишовка Краснозілімської сільради, присілок Троїцько-Сафроновське та селища Убали і Руський Інзерської сільради, присілок Березніки і селище Сеферюхінський Михайловської сільради, селище Равтау Азовської сільради Архангельського району
- присілок Григорьєвка Казанчинської сільради Аскінського району
- селища Благодаровка Ібраєвської сільради, Буляк і Чишма Тукаєвської сільради, Ніколаєвка Михайловської сільради і Соколовка Новокальчирівської сільради Аургазинського району
- присілки Баймурзіно Ішмухаметівської сільради і Гадельша Мукасівської сільради Баймацького району
- селища Пушкіно Михайлівської сільради, Яна-Куч Кількабизівської сільради, Калаєвка і Староафанасьєвка Куштіряківської сільради Бакалинського району
- присілки Костилево і Ніколаєвка Кундашлінської сільради та Новотімкіно Богдановської сільради Балтачевського району
- присілок Івановка і селище Просвіт Шаровської сільради, присілок Письмянка та селище Пушкінський Усень-Івановської сільради, селища Шафеєвка і Москомуна Максим-Горьківської сільради, селища Сергієвський Єрмолкінської сільради, 1451 км Слакбашевської сільради і Роз'їзда Біла казарма Донської сільради та присілки Новий Слакбаш Знаменської сільради, Рябаш Малиновської сільради і Ташкічу Метевбашівської сільради Белебеєвського району
- селище Кукашка Зігазинської сільради Бєлорєцького району
- село Дубровка Осіновської сільради та присілки Гребені Баженівської сільради і Єлгашево Маядиківської сільради Бірського району
- селища Сандалак Михайлівської сільради, Озеровка Сухоріченської сільради, Сергієвка Каменської сільради і Тумашелга Калінінської сільради та присілок Весела Роща Кенгер-Менеузівської сільради Біжбуляцького району
- селище Кузьминка Дмитрієвської сільради Благоварського району
- присілок Михайловка Бедеєво-Полянської сільради Благовіщенського району
- присілок Дніпровка Уртакульської сільради Буздяцького району
- присілок Александровка Тепляківської сільради Бураєвського району
- селища Вільна Жизнь Більської сільради, Красно-Кармалкий Утякоьої сільради, Новотабинськ Табинської сільради та Зрита Гора Красноусольської сільради Гафурійського району
- селища Константиновка Бік-Кармалинської сільради, Роз'їзда Тюлянь Курманкеєвської сільради та присілок Яковлевка Поляовської сільради Давленкановського району
- селище Бікашевський Улундіьої сільради та присілок Гріховка Калмашевської сільради Дуванського району
- селище Участка санаторія Глуховського Бекетовської сільради Єрмекеєвського району
- присілок Карабеда Новочебенкінської сільради та хутір Хасановський Муйнацької сільради Зіанчуринського району
- присілки Малеєвка і Бабенське та селище Вавіловка Кальтовської сільради, селища Восток та Гірний Ауструмської сільради, селище Вітебський Майської сільради Іглінського району
- села Крещенка Ігметівської сільради та Старохазіно Новомедведівської сільради Ілішевського району
- присілки Агірзя Новобердяської сільради, Аркаул і Верхньоусінське Підлубовської сільради та село Каїрово Озеркинської сільради Караїдельського району
- присілки Верхній Лопас Арслановської сільради та Куянаєво Тугузлинської сільради Кігинського району
- присілок Караково Роздольївської сільради та село Старокабаново Новокабановської сільради Краснокамського району
- присілок Трубкільдіно Новомещерівської сільради Мечетлинського району
- присілки Байкаш Камеєвської сільради та Брюховка і Михайловка Ленінської сільради Мішкінського району
- присілки Генераловка Качеганівської сільради, Новоданиловка Богдановської сільради, Новоніколаєвка Міякібашевської сільради, селище Макаровка Ніколаєвської сільради та село Новоільчигулово Ільчигуловської сільради Міякинського району
- селища Красива Поляна Красноключевської сільради і Просвіт Первомайської сільради та присілок Чагантау Красногірської сільради Нурімановського району
- селища Батканського отділення совхоза Тюрюшлінської сільради, Комсомольський Октябрської сільради, Кизил-Тан Услінської сільради і Староабдрахманово Дергаівської сільради та присілок Ільїнка Ашкадарської сільради Стерлітамацького району
- присілки Новокуркіно Лагеревської сільради та Осиновка Аркаулівської сільради Салаватського району
- присілки Васильєвка, Мордвиновка і Стародмитрієвка Айдаралінської сільради та Александровка Тятер-Арасланівської сільради Стерлібашевського району
- селище 1340 км Тюменяківської сільради Туймазинського району
- присілки Куряш і Сабанчі Шулганівської сільради та Юг-Хутір Нижньобалтачевської сільради Татишлинського району
- селище Васильєвський Черкаської сільради Уфимського району
- селище Андрієвка Теняєвської сільради, хутір Підлісний Булякаєвської сільради, присілки Староіваноівка Гончаровської сільради та Хитровка Пугачевської сільради Федоровського району
- присілки Калиновка Новобалтачевської сільради та Новодюмеєво Тайняшевської сільради Чекмагушевського району
- присілки Івановка і Чингіз-Івановка Мічурінської сільради, Новоалькіно Старотумбагушевської сільради та Туйгун Дмитрієво-Полянської сільради Шаранського району
- селища 1198 км Кармановської сільради, 1233 км, 1237 км і 1239 км ІФстяцької сільради та 1207 км Кісак-Каїнської сільради Янаульського району
- селища Архангельський, Казанський та присілок Раєвка Ново-Черкаської сільради Орджонікідзевського району міста Уфа

Змінено статуси населеним пунктам:
- на село — смт Первомайський Салаватського району, селища Кримське, Демського отділення Раєвського совхоза, Санаторія імені Чехова, Сельхозтехнікума, Тавричанка і Совхоза Шафраново Альшеєвського району, Станції Глуховська, Санаторія Глуховського, Баженово і Центральної усадьби племзавода імені Максима Горького Белебєвського району, Красний Урюш Караїдельського району, Центральної усадьби совхоза Красна Башкирія, Центральної усадьби Янгільського совхоза, Цілинний і Кусімовського рудника Абзеліловського району, Куянтаєво, Мерясово і Центральної усадьби Зілаїрського совхоза Баймацького району, Михайловка Бакалинського району, Атаршинської ферми совхоза, Майгаза і Станції Ургала Білокатайського району, Бріштамак, Буганак, Верхнєаршинський, Верхнєбільський, Желєзнодорожний, кумбіно, Новоабзаково, Отнурок, Сосновка, Сланці, Тара, Узянбаш, Станції Урал-Тау, Станції Улу-Єлга, Дома отдиха Арський камінь і Іскушта Бєлорєцького району, Демський, Михайловка і Сухорічка Біжбуляцького району, Благовар, Мирний, Тан, Троїцький і Первомайський Благоварського району, Тугай Благовіщенського району, Буздяк, Восточного отділення Уртакульського совхоза, Комсомольського отділення Буздяцького совхоза, Поліотділовського отділення Буздяцького совхоза, сарайгіровського отділення Уртакульського совхоза і Уртакульського отділення Уратакульського совхоза Буздяцького району, Станції Біле Озеро, курорта і Родина Гафурійського району, Вперед, Дружба, Кірово, Комсомольський, Ленінський, Політотділ і Розсвіт Давлекановського району, Заїмка і Калмаш Дуванського району, Новий, Піонерський, Спартак і імені 8 Марта Єрмекеєвського району, Центральної усадьби совхоза Іняк і Уентральної усадьби Сакмарського совхоза Зіанчуринського району, Балтика, Роз'їзд Казаяк, Красний Восход, Майський і Пятилітка Іглінського району, Атняш, Караяк, Комсомольський, Кірзя, Мамгінськ і Новомуллакаєво Караїдельського району, Свобода Куюргазинського району, Алегазово Мечетлинського району, Садовий і Міякінської РТС Міякинського району, Урмантау і Санаторія Янгантау Салаватського району, Кундряк і Первомайський Стерлібашевського району, Васильєвка, Загородний, Заливний, Нова Отрадовка, Маріїнський, Мебельний і Рощинський Стерлітамацького району, Дуслик і Совхоза 1 Мая Туймазинського району, Лебяжий, Октябрський, Кармасан, Станції Юматово, Юматовського сільхозтехнікума, Санаторія Юматово імені 15-ліття БАССР, Центральної усадьби конезавода № 119 і Чорнолісовський Уфимського району, комсомольськ, Озерний і Уральськ Учалинського району, Садовий, Степний, Татир-Узяк, Уфимський і Цілинне Хайбуллінського району, Санаторія Алкіно і Гірний Чишминського району, Мічурінськ Шаранського району та Прогрес Янаульського району, присілки Куєзбашево, Староабсалямово і Чуваш-Карамали Аургазинського району, Давлетово Абзеліловського району, Абдулкарімово, Верхнєтавликаєво, Ішберда, Ішмухаметово, Кульчурово, Кусеєво, Татлибаєво, 1-е Туркменево і Юмашево Баймацького району, Староіліково, Осиповка і Орловка Благовіщенського району, Севадибашево Буздяцького району, Ахмерово, Васильєвка, Верхньоіткулово, Ішеєво, Кінзебулатово, Кузяново, кулгуніно, макарово, Нижньоарметово, Новоаптіково, Сайраново, Саліхово, Скворчиха, Урман-Бішкадак і Янсурово Ішимбайського району, Старокурмашево Кушнаренковського району, Камеєво Мішкінського району, Ішимбаєво Салаватського району, Заливний Стерлітамацького району, Байгускарово Хайбуллінського району та Новобалтачево Чекмагушевського району
- на присілок — селища Абзелілово, Станції Альмухаметово, Геологорозвідка, Зелена Поляна, Мелькомбіната, Озерного отділення совхоза, Первомайський, Покровка, Самарського отділення совхоза, Сєверний, Станції Сухе Озеро, Уральський, Улянди, Якти-Куль, 1-го отділення Янгільського совхоза, 2-го отділення Янгільського совхоза і 4-го отділення Янгільського совхоза Абзеліловського району, Роз'їзда Аврюз, Айдагулово, Акберда, Александровка, Айтуган, Балкан, Бугульмінка, Хозяйства Заготскота, Зарагат, Зеленоклиновського отділення Кизильського совхоза, Ігенче, Ірік, Іршат, Каран, Клиновка, Колонка, Крансоклиновського отділення Раєвського совхоза, Кункас, 1-го отділення Кизильського совхоза, 2-го отділення Кизилдьського совхоза, Кизил-Юл, Ліндовського отділення Раєвського совхоза, Нововоздвиженка, Новий Кіпчак, Роз'їзда Гайни, Розїзда Слак, Степановка, Тукмакбаш, Устьєвка, Хрусталево, Челноковка, Ярабайкуль і 3-го отділення совхоза Шафраново Альшеєвського району, Аскіно, Бейсово, Березовка, Гірний, Зоря, Лукінський, Магаш, Макисм Горький, Орловка, Победа, Приураловка, Приуральє, Родинський, Сухополь, Яркінський і Усакли Архангельського району, Талог, Тюйськ і Усть-Табаска Аскінського району, Раєвка Туймазинського району, Алексеєвка (Тюрсагалінська с.р.), Алексеєвка (Юламанівська с.р.), Александровка, Арсланово, Ахметово, Байкал Білогорський, Берлек, Березовка, Веселовка, Вязовка, Дадановка, Станції Дар'їно, Добровльне, Дубровка, Журавлевка, Івановка (Батирівська с.р.), Івановка (тукаєвська с.р.), Ігенче, Каменка, Красний Восток, Кузьминовка, Культура, Макарово, Марс, Мар'яновка, Станції Нагадак, Нікольськ, Ніколаєвка, Поташевка, Сосновка, Тальник, Терешковка, Трудовка, Уксунни, Утаркуль, Чишма (Баликликульська с.р.), Чишма (Султанмуратовська с.р.), Чубайтал, Чулпан, 84 км і Якти-Юл Аургазинського району, Актау, Верхньомамбетово, Каратал, Комсомольського отділення (Акмурунська с.р.), Комсомльського отділення (Зілаїрська с.р.), Кріпосний Зілаїр, Культубанського отділення, Лісозавода № 2, Лісоучастка Саксай, Октябрського отділення, Покроовського отділення, Сакмар, Сосновського отділення, Уральського отділення, Ферми Суваняцького совхоза і Кожзавода Баймацького району, Будьонновець, Весела Поляна, Ворсинка, Галіуллінка, Гурдибашево, Дома інвалідів, Дубровка, Красна Гірка, Кизил-Буляк, Лісхоза, Муслюмінка, Мулланурово, Мунча-Єлга, Нижнє Новокостеєво, Новогусево, Нові Шарашлі, Новокостеєво, Новоагбязово, Новий Шуган, Нові Уси, Новотроїцьке, Орловка, Петровка (Новоурсаєвська с.р.), Петровка (Новоматінська с.р.), Пенькозавода, Покровка, Плодоягідного совхоза, Сазоновка, Федоровка, Холодний Ключ, Юрмінка і Юльтіміровка Бакалинського району, Байрак, Березовка, Дурасово, Ірек, Канаш, Краснояр, Красна Зоря, Михайловський, Пиж'яновський, Роз'їзда Максютово, Розсвіт, Роз'їзда Рябаш, Світловка, Свобода, Сердюки, Сосновий Бор, Чубукаран, Електропідстанції, Кум-Косяк і Янгі-Кюч Белебеєвського району, Васелга, Медятовської ферми совхоза і Ураковської ферми совхоза Білокатайського району, Роз'їзда Айгір, Станції Баскан, Більський, Бзяк, Станції Єлань, Єрмотаєво, Західна Майгашля, Кадиш, Карагайли, Карагай-Юрт, Катайка, Катариш, Станції Ккадиш, Роз'їзда Космакта, Майгашля, Роща, Станції Сатра, ???,[25] Тихий Ключ, Станції Шушпа і Черновка Бєлорєцького району, Александровка, Барш, Василькіно, Вишневка, Дубровка, Єгоровка, Зіріклитамак, Ібрайкіно, Івановка, Ігнашкіно, Іттіхат, калиновка, Канарейка, Карімово, Кандри-Куль, Красна Гірка, Ліссірма, Мурадимово, Мілісоновка, Мусіно, Мулланур-Вахітово, Набережний, Ольховка, Петровка (Кош-Єлгинська с.р.), Петровка (Калінінська с.р.), Прогрес, Пурлига, Пчельник, Сармандеєвка, Седякбаш, Сене-Пурнас, Світловка, Сосновка, Степановка (Кош-Єлгинська с.р.), Степановка (Михайловська с.р.), Такмаккаран, Тулубаєво, Хомутовка, Чулпан, Роз'їзд Шомиртли і Алексеєвка Біжбуляцького району, Вязовський, Зелений, Кандаковка, Новобіктімірово, Дома отдиха ВЦСПС, Дома отдиха Сосновий бор і Ужара Маядиківської сільради Бірського району, Нікольський міста Бірськ, 1-е алкіно, 6-е Алкіно, Восточний, Западний, Зарічний, Кирило-Кармасан, Новоабзаново, Новий Троїцький, Община, Роз'їзда Янбахта і Троїцьк Благоварського району, Ашкашла, Березова Поляна, Гірний, Грунський 2-й, Ільїнський, Куреч, Нікольське, Новонікольський, Нові Турбасли, Преображенське, Рибопітомника, Рудний, Сергієвка, Труженик, Уса, Устюговський, Щепне, Яблучний, Орловка і Воскресенка Благовіщенського району, Хозяйства заготскота і Чулпан Буздяцького району, Кургашли Бурзянського району, Абдулліно, Білоозерського кар'єра, Зірікли, Імянник, Іктісад, Ігенчеляр, Каран-Єлга, Красний Октябр, Краснодубровськ, Кизил-Яр, Кургашла, кузьма-Александровка, Мендім, Новосеменовка, Нова Альдашла, Ноябревка, Пчелосовхоза, Совхоза, Суходол, Толпарово, Тугай, Урал і Зарічний Гафурійського району, Волга, Зоря, Комінтерн, Ольговка і Янгі-Турмуш Давлекановського району, Гладких, Каракулево, Комсомольський, Матавла, Октябрський, Победа, Потаповка і Усть-Югуз Дуванського району, Віялочного завода і Таштау Дюртюлінського району, Аксаково, Богородський, Калиновка, Князевка, Кушкаран, Нікітінка, Райманово, Роз'їзда Ік, Сисоєвка, Талди-Булак, Хорошовка і Чулпан Єрмекеєвського району, Новокасмартський, Ферми № 3 і Ферми № 4 Зіанчуринського району, Шанський Зілаїрського району, Авангард, Ашинський, Братський, Будьонновський, Веселий, вірний, Ворошиловське, Госпітомник, Єленінський, Завіти Ільїча, Іскра, Калінінський, Комунар, Кіровське, Ключевське, Кушкуль, Кузнецовський, Краснгий Яр, Кіровський, Красний Ключ, Ленінське (Балтійська с.р.), Ленінське (Кальтівська с.р.), Ленінський, Михайловка, Новий, Октябрське, орловка, Октябрський, Петрово-Федоровка, Подольський, Пушкінське, Пятилітка, Соціалістичеський, суразький, Ташли-Єлга, Улу-Карамали, Улу-Єлан, Урожай, Фрунзе, Чорний Ключ, Чкаловське, 1705 км, 1708 км, 1712 км, 1719 км і 1688 км Іглінського району, 5-6 участок, Груздевка, Ташчишма і Лєна Ілішевського району, Козловський, Шихан і Ялтаран Ішимбайського району, Васильєво, У-Ял і Чумара Калтасинського району, Базілевський, Біяз, Гірне, Октябрський, Поперечна Гора, сурда, Усть-Бартага, Усть-Сухояз, Юрюзань і Янбак Караїдельського району, Більський, Бузов'язбаш, В'язовка, Роз'їзда Ібрагімово, Станції Кабаково, Каракуль, Набережний, Октябр, Ракітовка, Сарсаз, Сімський, Сулу-Куяк, Станції Сахарозаводська, Станції Тазларово і Урал Кармаскалинського району, Ігенчеляр, Кізетамак, Октябр, Первомайський, Париж і Урак Кігинського району, Івановка, Чабаєвка, Шаріповського участка і Янаул Краснокамського району, Ахта, Гірний, Ісланово, Кизилкупер, Мавлютово, Марс, Субай, Учхоза сельхозтехнікума, Урал і Япарка Кушнаренковського району, Гірний Ключ, Роз'їзда Карагайка, Красний Маяк, Куюргази, Лєна, Мар'ївка, Михайловка, Станції Мурапталово, Сандін 2-й, Холодний Ключ і Юшатирка Куюргазинського району, Саїтовський, Центральної усадьби Араслановського совхоза, Роз'їзда Каран, Кузьмінське, Восточний, Більський, Дмитрієвка і Кізрай Мелеузівського району, Ай, Єланиш, Ключовий, Октябрськ, Степний і Буртаковка Мечетлинського району, Левіцький Мішкінського району, Алексеєвка, Андрієвка, Верхоценко, Дубровка, Зіліган, Камишли, Комсомольський, Маяк, Новомихайловка, Розсвіт, Тукмак-Чишма, Успіх, Чайка, Чиряштамак, Чияле, Яшлар, Яшасен, Яшелькуль і Зірікликуль Міякинського району, Верхньокіровський, Первомайськ, Сарва, Усть-Салдибаш, Устьє Яман-Єлги, Чандар і Яман-Порт Нурімановського району, Радіо, Саргамиш і Язгі-Юрт Салаватського району, Бахча, Лісний кордон і Новий Мир Стерлібашевського району, Бегеняського отділення, Валентиновський, Веселий, Ведерніковський, Восточний, Катеніновський, Кононовський, Красноармійськогго отділення, Марковський, Муравей, Новоніколаєвка, Новоніколаєвський, Ранній Розсвіт, Сєверного отділення (Октябрська с.р.), Сєверного отділення (Первомайська с.р.), Сунгур, Станції Усть-Зіган, Шихани, Южний, База Яблуновська і Южного отділення Стерлітамацького району, Алга, Дубовка і Фанга Татишлинського району, Атик, Бахчисарай, Бересклетовського хозяйства, Гірний, Імангулово, Каран-Єлга, Роз'їзда Каран-Єлга, Кизил-Таш, Новонаришево, Новий Арслан, Нічка-Буляк, Откормсовхоза, Тукмак-Каран, Урняк, Фрунзе, Чапаєво і Яприковського пожарного депо Туймазинського району, Геофізиків, Дубки, Загорський, Лісний, Опитне хозяйство, Піщаний, Первомайський, Рождественський, Роз'їзда Тауш, Сперанський, Стуколкіно, Торф'яний, Уптіно, Федоровка, Черновський, Юлушево, Ягідна Поляна, Ясний і Шамоніно Уфимського району, Станції Алтин-Таш, Октябрськ, Орловка, Станції Устіново і Станції Шартимка Учалинського району, Бакаловської ферми, Гаделовської ферми, Комсомольськ і Петропавловський Хайбуллінського району, Ігенче і Наріманово Чекмагушевського району, Бахчі, Вишневка, Дім, Красний Октябр, Роз'їзда Ключарево, Нові Ябалакли, Новосайраново, Первомайський, Станції Алкіно, Яшикей і 2-е Зубово Чишминського району, Алмаш, Борисовка, Єлань-Єлга, Присюнського лісничества і Тархан Шаранського району, Роз'їзда Бадряш, Станції Карманово і Урал Янаульського району, села Селівановський, Таштімерово і Тупаково Абзеліловського району, Абдрахманово, Курманаєво, Новотімошкіно, Старомакарово, Старокузяково, Юлдашево і Ахмерово Аургазинського району, Богачево і Калініно Баймацького району, Новосасикуль Бакалинського району, Булановка Белебеєвського району, Биково, Дмитрієвка, Казанка, Трошкіно, Турушла, Федоровка, Еманіно, Язиково і Седяш Благовіщенського району, Башкирська Ургінка Зіанчуринського району, Амітово, Бібахтіно Іглінського району, Аначево, Абудлліно, Ашманово, бурали, база-Куянова, Буляк, Верхньочерекулево, Верхнє Юлдашево, Вотський Менеуз, Восток, Гремучий Ключ (Андрієвська с.р.), Гремучий Ключ (Кужбахтінська с.р.), Зяйлево, Ілякшиде, Іштеряково, Ірмашево, Ілішево, Калініно, Кіпчаково, Князь-Єлга, Кизил-Юлдуз, Кизил-Байрак, Кизил-Куч, Красноярово, Красний Октябр, Маріно, Малотазеєво, Марі-Менеуз, Мало-Бішкураєво, Новонадирово, Новоаташево, Новомедведево, Новокуктово, Старонадирово, Саїткулово, Сингряново, Старобіктово, Старомедведево, Татарський Менеуз, Такшичі, Тюліганово, Тукай-Тамак, Турачі, Телекеєво, Телепаново, Урняково, Уулу-Ялан, Уяндиково,, Шамметово, Шидалі, Чуй-Атасево, Яна-Турмуш і Янтуганово Ілішевського району, Седяш Караїдельського району, Асилгужино Кігинського району, Бейкеєво, Гумерово, гургуреєво, Ільмурзіно, Ібрагімово, Купаєво, Мамяково, Новоакбашево, Новогумерово, Новобаскавово, Нижньоакбашево, Расмекеєво, Саїтово, Середньобакшево, Староюмраново, Старобаскаково, Угузево, Якупово і Ямське Кушнаренковського району, Апасово і Кутушево Мелеузівського району, Сатаєво, Сафарово, Туксанбаєво і Чураєво Міякинського району, Новобірючево і Старобірючево Нурімановського району, Учуган-Асаново Стерлібашевського району, Істамгулово, Тунгатарово і Мулдашево Учалинського району, хутора Майгашта Абзеліловського району, Давлетшинський, Леоновський і Мряушлинський Кугарчинського району, Кінзябаєво Куюрганзинського району, Новомукатовка Стерлітамацького району, Хворостянське Хайбуллінського району
- на хутір - селища Вознесенський Зілаїрського району, Александрова, Демидовський, Луч, Опитного поля і Янгітау Бірського району, Артелі імені Кірова та Серп і Молот Кучаргинського району, 1536 км і 1539 км Давлекановського району

Об'єднано населені пункти:
- приєднано присілок Ротково Ташкінської сільради міста Нефтекамськ до міста Нефтекамськ
- приєднано присілок Романовка Демського району міста Уфа до міста Уфа

## 2006 рік

### Згідно із Законом РБ від 21 червня 2006 року №329-з (прийнятий Курултаєм РБ 15 червня 2006 року)[26]
Утворено населені пункти:
- присілок Красна Бурна — Бадеєво-Полянська сільрада, Благовіщенський район
- присілок Мутал — Шабагиська сільрада, Куюргазинський район
- присілок Петровка — Орловська сільрада, Благовіщенський район
- присілок Петропавловка — Бакалдинська сільрада, Архангельський район
- присілок Сергуяз — Новонадеждинська сільрада, Благовіщенський район
- присілок Яндек — Серменевська сільрада, Бєлорєцький район

Об'єднано населені пункти:
- присілок Новознаменська 2-а до села Кривле-Ілюшкіно — Кривле-Ілюшкінська сільрада, Куюргазинський район
- село Новомихайловський до села Михайловка — Михайловська сільрада, біжбуляцький район
- присілок Присюнського лісничества до села Нижні Ташли — Нижньоташлинська сільрада, Шаранський район
- присілок Радгоспу до села Табинське — Табинська сільрада, Гафурійський район
- хутір Санкіно до присілка Савельєвка — Отрадинська сільрада, Куюргазинський район
- селище Станції Отрада Башкирська до присілка Нова Отрада — Отрадинська сільрада, Куюргазинський район
- селище Чапаєвський до села Новомурапталово — Мурапталовська сільрада, Куюргазинський район

Ліквідовано населені пункти:
- хутір Акбута — Іштугановська сільрада, Мелеузівський район
- селище Вишневка — Богородська сільрада, Благовіщенський район
- селище Воздвиженський — Ільїно-Полянська сільрада, Благовіщенський район
- присілок Давидовка — Бадеєво-Полянська сільрада, Благовіщенський район
- присілок Канаш — Кожай-Семеновська сільрада, Міякинський район
- присілок Ніколаєвка — Гусевська сільрада, Бакалинський район
- присілок Озерки — Октябрська сільрада, Благовіщенський район
- присілок Ярат — Кожай-Семеневська сільрада, Міякинський район

Змінено статуси населених пунктів:
- кордон Білогорський на хутір — Бішкаїнська сільрада, Аургазинський район
- селище Єрмолаєвка на присілок — Чуваш-Карамалинська сільрада, Аургазинський район
- село Карташевка на присілок — Орловська сільрада, Архангельський район
- селище Климовка на присілок — Зіргазинська сільрада, Мелеузівський район
- селище Комарово на присілок — Туканська сільрада, Бєлорєцький район
- село Ніколаєвка на присілок — Орловська сільрада, Архангельський район
- селище Нугуш на село — Нугушівська сільрада, Мелеузівський район
- селище Рафіково на присілок — Ізяковська сільрада, Благовіщенський район
- селище Салават-совхоз на хутір — Бурангуловська сільрада, Абзеліловський район
- селище Седовка на присілок — Новонадеждинська сільрада, Благовіщенський район
- село Суюндюково на присілок — Куртликульська сільрада, Караїдельський район
- селище Тюканово 2-е на присілок — Свободинська сільрада, Куюргазинський район
- селище Шмельковка на присілок — Істяцька сільрада, Янаульський район

Змінено адміністративні центри адміністративних утворень:
- із села Нижній Суян в присілок Седяш — Верхньосуянська сільрада, Караїдельський район
- із присілка Матала у присілок Нові Багази — Маталинська сільрада, Аскинський район

### Згідно із Законом РБ від 29 грудня 2006 року №404-з (прийнятий Курултаєм РБ 22 грудня 2006 року)[27]
Змінено статуси населених пунктів:
- селище Роз'їзд Бікметово на присілок — Татар-Улканівська сільрада, Туймазинський район

Об'єднано населені пункти:
- присілок Електропідстанції до села Станції Глуховська — Шаровська сільрада, Белебеєвський район

Ліквідовано населені пункти:
- селище Дуванейський — Куяштирська сільрада, Аскінський район
- присілки Большегордіно і Верхній Барак — Бурмінська сільрада, Аскінський район
- присілок Новий Кариш — Мутабашевська сільрада, Аскінський район
- присілок Дмитрієвка — Аннівська сільрада, Белебеєвський район
- присілок Мураєвка — Івановська сільрада, Давлекановський район
- присілок Чумаза — Абзановська сільрада Зіанчуринський район
- присілок Верхня Акберда та село Куюбарово — Каргалинська сільрада, Зіанчуринський район
- присілок Троїцьке — Ільїно-Полянська сільрада, Благовіщенський район
- присілок Старомихайловка — Кривле-Ілюшкінська сільрада, Куюргазинський район
- присілок Суюшево — Уральська сільрада, Кугарчинський район
- хутір Новоалексієвський — Максютовська сільрада, Кугарчинський район
- присілок Назаргулово — Ялчинська сільрада, Кугарчинський район

Змінено адміністративні центри адміністративних утворень:
- із села Чукадибашево у село Алексієвка — Чукадибашевська сільрада, Туймазинський район
- із села Каран у присілок Сапиково — Іжбердинська сільрада, Кугарчинський район